# Carl Balsgaard

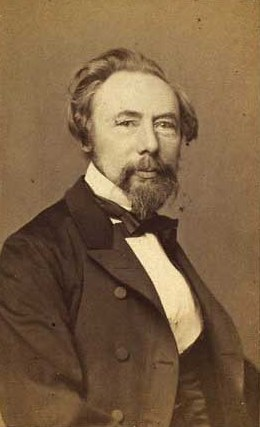
Carl Balsgaard, Foto von Budtz Müller, 1870er Jahre

Carl Vilhelm Balsgaard (* 24. Dezember 1812 in Kopenhagen; † 14. August 1893 ebenda) war ein dänischer Porzellan-, Veduten-, Genre-, Porträt- und Stilllebenmaler, Inspektor der privaten Gemäldesammlung des dänischen Königs Christian IX. sowie Privatlehrer von dessen Gemahlin Louise.

## Leben

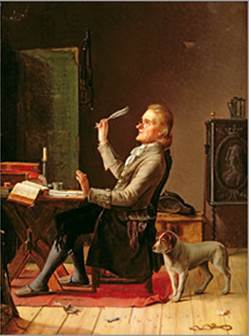
Der Poet

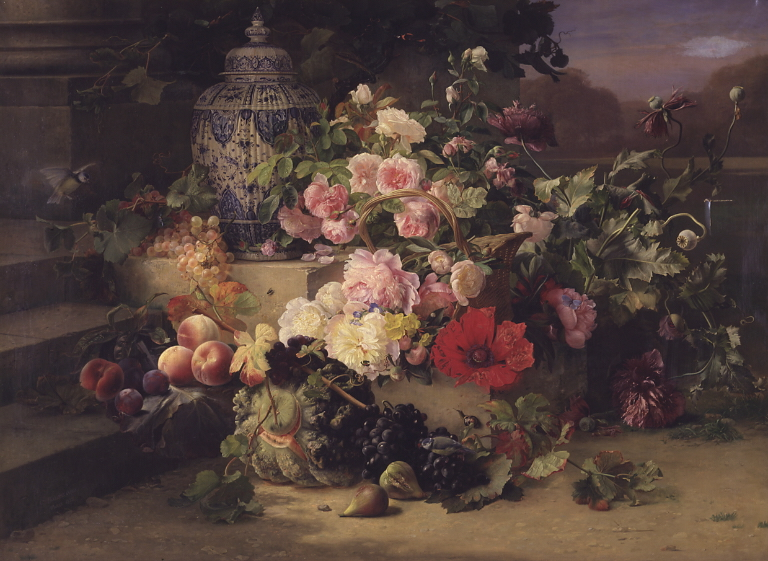
Blumenstillleben, 1857, Statens Museum for Kunst

Balsgaard, Sohn des Lotterieassistenten und Revisors Hans Balsgaard und dessen Ehefrau Anna Dorothea, geborene Weinreich, studierte an der Königlich Dänischen Kunstakademie in Kopenhagen Malerei, wo er sich besonders in der Figurenmalerei ausbildete. 1841 gewann er dort für eine Aktzeichnung eine kleine Silbermedaille. Seit 1835 widmete er sich jedoch verstärkt der Blumen- und Stilllebenmalerei, um seinen Lebensunterhalt zu sichern. Auch in der Porzellanmalerei betätigte er sich. 1843 heiratete er Anna Margrete Hirth († 1868). 1848/1849 lebte er in Göteborg, Schweden. Mittels eines Reisestipendiums, das er 1855 erhalten hatte, bereiste er Berlin, Dresden, Düsseldorf und Paris. In Düsseldorf hielt er sich zwischen 1855 und 1856 auf. Am 5. Juli 1858 wurde er Mitglied der Königlich Dänischen Kunstakademie. 1862 besuchte er London. 1864 ernannte ihn Christian IX. zum Inspektor seiner privaten Gemäldesammlung (heute Statens Museum for Kunst). 1867 erhielt er den Titel Professor. 1872/1873 bereiste er Italien. 1892 wurde er zum Ritter des Dannebrogordens ernannt. Balsgaards Grabstätte befindet sich auf dem Solbjerg Parkkirkegård in Frederiksberg-Solbjerg.